# Can Salvet
Can Salvet és una masia de Vilassar de Dalt (Maresme), catalogada com a bé cultural d'interès local.

## Història
El mas Pons és documentat al segle xii com a tinença de l'altar de Sant Joan Evangelista de l'església parroquial de Mataró, i el llinatge Pons apareix citat el 1229.
Al segle xvi, el mas quedà en poder d'una de les seves branques, coneguda com a Pons dels Arbres, probablement pels arbres fruiters que hi havia. Després de la mort de Salvador Pons dels Arbres (1563-1624), la pubilla Maria Pons dels Arbres i Nadalcreus es va casar dues vegades, la primera (1626) amb Bernat Cisa de Vall, pagès de Vilassar, a qui aportà un dot de 200 lliures, avalat per l'heretat Pons dels Arbres, i la segona (1631) amb el també pagès Genís Bergay, amb el mateix dot, avalat per l'heretat Pons dels Arbres i els mas Cisa de Vall, del que en retenia l'usdefruit mentre no el paguessin. El 1628, els Cisa de Vall i Pons dels Arbres vengueren l'heretat Pons dels Arbres al pagès Antoni Estrany per 200 lliures, pagant així el dot, però Estrany era un testaferro i el 1630 tornà a vendre la propietat a Francesc Pons de Vall, el que originà un litigi amb els Bergay-Pons dels Arbres, que es resolgué el 1650 amb una primera sentència que declarava nul·la la venda del 1628 i la revenda del 1630 i condemnava Francesc Pons de Vall a retornar la propietat i els fruits obtinguts.
El 1654, la pubilla Mariàngela Bergay i Pons dels Arbres (†1667), es va casar amb Bartomeu Salvet (†1697). bracer de Vilassar. El 1676, el matrimoni sol·licità l'anul·lació de la causa, i el 1686 signaren una concòrdia amb els Pons de Vall.
El 1668, la pubilla Gertrudis Salvet i Bergay es va casar amb Sebastià Font i Martí, de Premià de Dalt. El 1764, el seu net Sebastià Font i Salvet va fer construir un nou mas al costat del vell i també va comprar als fills de Jaume Pons de Vall l'heretat Pons de Vall, reunint així de nou la propietat, però es carregà de deutes, i el 1772 l'hagué de vendre per 8.400 lliures a l'impressor Tomàs Piferrer i Pou (1715-1775). Casat amb Eulàlia Macià, fou succeït pel seu fill Joan Francesc Piferrer i Macià, que el 1803 signà un conveni amb els propietaris del veí mas Sala per a obrir-hi un passatge. El 1868, el seu fill Josep Piferrer i Depaus va vendre el negoci de la impremta al llibreter Isidre Cerdà, i el 1871 va redimir el censal que gravava la propietat.
A partir de l'aprovació de la Llei del Sòl del 1956, la finca va començar a ser urbanitzada, donant lloc a l'actual veïnat.

## Descripció
Consta de planta baixa, pis i coberta amb una teulada amb dos vessants, presentant un carener perpendicular a la façana. Al conjunt destaca, especialment, el portal amb arc de mig punt adovellat, i les finestres que presenten la llinda, l'ampit i els brancals de pedra, en alguns casos pintats per sobre. Hi ha un rellotge de sol sobre el que hi ha escrita la data 1829.
Algunes ampliacions més tardanes a la construcció inicial han modificat lleugerament el seu aspecte primer, especialment l'edifici adossat a la façana posterior. Actualment, la masia ha quedat envoltada pels nous blocs de pisos que s'han construït a la Riera.